# Short track na Zimowych Igrzyskach Azjatyckich 2003
Short track na Zimowych Igrzyskach Azjatyckich 2003 rozegrany został w japońskim mieście Misawa położonym w prefekturze Aomori. Zarówno kobiety, jak i mężczyźni, rywalizowali w pięciu konkurencjach.
Short track w programie tych zawodów pojawił się piąty raz.

## Klasyfikacja medalowa
| Klasyfikacja medalowa | Klasyfikacja medalowa | Klasyfikacja medalowa | Klasyfikacja medalowa | Klasyfikacja medalowa | Klasyfikacja medalowa |
| Miejsce               | Reprezentacja         | Złoto                 | Srebro                | Brąz                  | Razem                 |
| --------------------- | --------------------- | --------------------- | --------------------- | --------------------- | --------------------- |
| 1                     | Korea Południowa      | 6                     | 3                     | 5                     | 14                    |
| 2                     | Chiny                 | 4                     | 5                     | 1                     | 10                    |
| 3                     | Japonia               | 0                     | 1                     | 3                     | 4                     |
| 4                     | Korea Północna        | 0                     | 1                     | 1                     | 2                     |
| Razem                 | Razem                 | 10                    | 10                    | 10                    | 30                    |

## Medaliści
| Konkurencja          | 1. miejsce       | 2. miejsce         | 3. miejsce    |
| -------------------- | ---------------- | ------------------ | ------------- |
| Mężczyźni            |                  |                    |               |
| 500 metrów           | Li Jiajun        | Takafumi Nishitani | Song Suk-woo  |
| 1000 metrów          | Ahn Hyun-soo     | Li Ye              | Satoru Terao  |
| 1500 metrów          | Ahn Hyun-soo     | Li Jiajun          | Lee Seung-jae |
| 3000 metrów          | Song Suk-woo     | Lee Seung-jae      | Li Jiajun     |
| Sztafeta 5000 metrów | Korea Południowa | Chiny              | Japonia       |
| Kobiety              |                  |                    |               |
| 500 metrów           | Yang Yang (A)    | Wang Meng          | Ri Hyang-mi   |
| 1000 metrów          | Yang Yang (A)    | Fu Tianyu          | Cho Ha-ri     |
| 1500 metrów          | Choi Eun-kyung   | Cho Ha-ri          | Ko Gi-hyun    |
| 3000 metrów          | Yang Yang (A)    | Choi Eun-kyung     | Kim Min-jee   |
| Sztafeta 3000 metrów | Korea Południowa | Korea Północna     | Japonia       |